# Mountainbike-Weltmeisterschaften 1995
Im Jahre 1995 wurden die 6. Mountainbike-Weltmeisterschaften offiziell unter der Flagge des Weltradsportverbandes UCI in Kirchzarten in Deutschland ausgetragen.

## Cross Country

### Männer
| Platz | Land | Athlet              |
| ----- | ---- | ------------------- |
| 1     | NED  | Bart Brentjens      |
| 2     | FRA  | Miguel Martinez     |
| 3     | DEN  | Jan Erik Østergaard |

### Frauen
| Platz | Land | Athletin         |
| ----- | ---- | ---------------- |
| 1     | CAN  | Alison Sydor     |
| 2     | SUI  | Silvia Fürst     |
| 3     | SUI  | Chantal Daucourt |

## Downhill

### Männer
| Platz | Land | Athlet           |
| ----- | ---- | ---------------- |
| 1     | FRA  | Nicolas Vouilloz |
| 2     | FRA  | François Gachet  |
| 3     | USA  | Mike King        |

### Frauen
| Platz | Land | Athletin          |
| ----- | ---- | ----------------- |
| 1     | USA  | Leigh Donovan     |
| 2     | ESP  | Mercedes Gonzales |
| 3     | ITA  | Giovanna Bonazzi  |